# حزب اصالت و تجدد
حزب اصالت و تجدد (عربی: حزب الأصالة والمعاصرة، آوانگاری: ḥizb al-ʾaṣāla wa-l-muʿāṣira) حزبی سیاسی در مراکش است این حزب در سال ۲۰۰۸ توسط فواد علی الهیمه ، مشاور پادشاه محمد ششم تأسیس شد و مخالفان و مطبوعات آن را تحت حمایت و هدایت سلطنت می داننداگرچه برخی از سیاستهای آن به عنوان سیاست های  لیبرال مترقی توصیف شده است اما به حمایت از سلطنت متهم است